# Ubangi
De Ubangi (ook Oubangui, of op oudere kaarten Mubangi) is een rivier in Afrika met een lengte van meer dan 1100 kilometer. Ze bepaalt de grens tussen de Centraal-Afrikaanse Republiek en Congo-Kinshasa en ontspringt bij Yakoma uit de samenvloed van de Mbomou en de Uele. Het is de belangrijkste zijrivier aan de rechteroever van de Kongo. Zo'n 550 km onder Bangui mondt de Ubangi uit in de Kongo. Stroomafwaarts van Bangui is de rivier bevaarbaar en vormt een belangrijke transportroute.
- Gemeinsame Normdatei: 4061341-0
- Nationale Bibliotheek van Israël: 987007556428105171
- Virtual International Authority File: 315528324